# 特蕾丝·科菲
特蕾丝·安妮·科菲女爵士，DBE（1971年11月18日—），是一位英国保守党政治人物，曾任環境食物及鄉郊事務大臣及萨福克海岸选区议员、前任副首相兼衛生大臣；前任就業及退休保障大臣、环境部环境和乡村生活机会政务次官。曾在玛氏食品公司和BBC工作，有药剂师和管理会计资格。但她在上任不足两个月后，因莉兹·特拉斯辞任首相一职，于同年10月25日辞任副首相，成为英国历史上任职时间最短的副首相。